# Малокильмезское сельское поселение
Малокильме́зское се́льское поселе́ние — муниципальное образование в составе Кильмезского района Кировской области России.
Административный центр — деревня Малая Кильмезь.

## История
Малокильмезское сельское поселение образовано 1 января 2006 года согласно Закону Кировской области от 07.12.2004 № 284-ЗО.

## Население
| 2010 | 2012 | 2013 | 2014 | 2015 | 2016 | 2017 |
| ---- | ---- | ---- | ---- | ---- | ---- | ---- |
| 968  | ↘948 | ↗979 | ↘978 | ↘955 | ↘950 | ↘938 |
| 2018 | 2019 | 2020 | 2021 |      |      |      |
| ↘921 | ↘883 | ↗896 | ↘807 |      |      |      |

## Состав сельского поселения
| № | Населённый пункт | Тип населённого пункта          | Население |
| - | ---------------- | ------------------------------- | --------- |
| 1 | Вичмарь          | деревня                         | 50        |
| 2 | Дуброва          | деревня                         | 3         |
| 3 | Кабачки          | деревня                         | 40        |
| 4 | Малая Кильмезь   | деревня, административный центр | 476       |
| 5 | Малиновка        | деревня                         | 52        |
| 6 | Микварово        | деревня                         | 70        |
| 7 | Пикшинерь        | деревня                         | 22        |
| 8 | Свет-Знание      | деревня                         | 31        |
| 9 | Тат-Кильмезь     | деревня                         | 224       |